# 外周神經幹細胞
外周神经干细胞（英語： (pNSC)）是首种在中枢神经系统以外被发现的神经干细胞。
香港大学医学院与德国马克斯·普朗克分子生物医学研究所于2025年在《自然-细胞生物学》杂志上发表联合论文，指他们在小鼠的中枢神经系统之外发现了一种新型神经干细胞，而在此之前科学界一直认为神经干细胞是只有大脑和脊髓才有的。该论文称那些新发现的干细胞在小鼠的肺部和尾巴内，但特性（如形态、自我更新和分化能力等）却与大脑的神经干细胞相似。论文成功入選为其中一份《自然》期刊 「年度幹細胞和發育生物學論文」。
据称外周神经干细胞可在培养皿中大量培植，而且获取外周神经干细胞比起从中枢神经系统获取干细胞更容易，这为再生医学带来了新的可能性。目前研究对象主要为小鼠，如果能证实外周神经干细胞也存在于人体内，“那它们可能具有巨大的治疗潜力，未来可用于治疗帕金森病、脊髓损伤以及其他神经退行性疾病”。